# Roseau (Minnesota)
Pour les articles homonymes, voir Roseau (homonymie).
La ville de Roseau est le siège du comté de Roseau, dans l’État du Minnesota, aux États-Unis. Lors du recensement de 2010, sa population s’élevait à 2 633 habitants.

## Personnalités liées à la ville
- L'acteur américain Garrett Hedlund ainsi que le joueur de hockey professionnel
- Dustin Byfuglien sont nés à Roseau ainsi que
- les frères Broten, Neal, Paul, Aaron.

## Source
- (en) Cet article est partiellement ou en totalité issu de l’article de Wikipédia en anglais intitulé « Roseau, Minnesota » (voir la liste des auteurs).